# Bernardo Cornejo
José Bernardo Cornejo Cerón (La Estrella, Colchagua, 5 de abril de 1968) es un político chileno, que ha ejercido como alcalde de Litueche y consejero regional por Cardenal Caro.

## Biografía
Nació el 5 de abril de 1968 en la comuna de La Estrella, en la entonces provincia de Colchagua, hijo de Alfonso María Cornejo Cerón y Neris Elena Cerón Guerrero. Se casó el 5 de febrero de 1998 en su ciudad natal, con Fresia Hernández Hernández.

### Carrera política
En 1995 fue partícipe de un fraude electoral dentro del Partido Demócrata Cristiano, durante unos comicios en la comuna de La Estrella, en que se "confabuló" con otros militantes de Pichilemu, entre ellos Jorge Vargas González, "para perjudicar la candidatura de Héctor Leiva Polanco".
En 2000 se presentó como candidato a concejal por la comuna de Litueche, siendo electo con 579 votos (19,21%), para el período 2000-2004. En 2004 fue candidato a alcalde por la misma comuna, logrando acceder al cargo. En 2008 fue reelecto en su posición. Cuatro años más tarde, en 2012, perdió la elección y debió dejar el cargo ese 6 de diciembre.
En 2013 se presentó como candidato a consejero regional por la provincia Cardenal Caro, representando al partido Demócrata Cristiano. Fue elegido para el cargo y asumió ese puesto el 11 de marzo de 2014. En 2017 buscó su reelección en el cargo de consejero, siendo reelecto para el período 2018-2022.